# Кулаков, Владимир Фёдорович

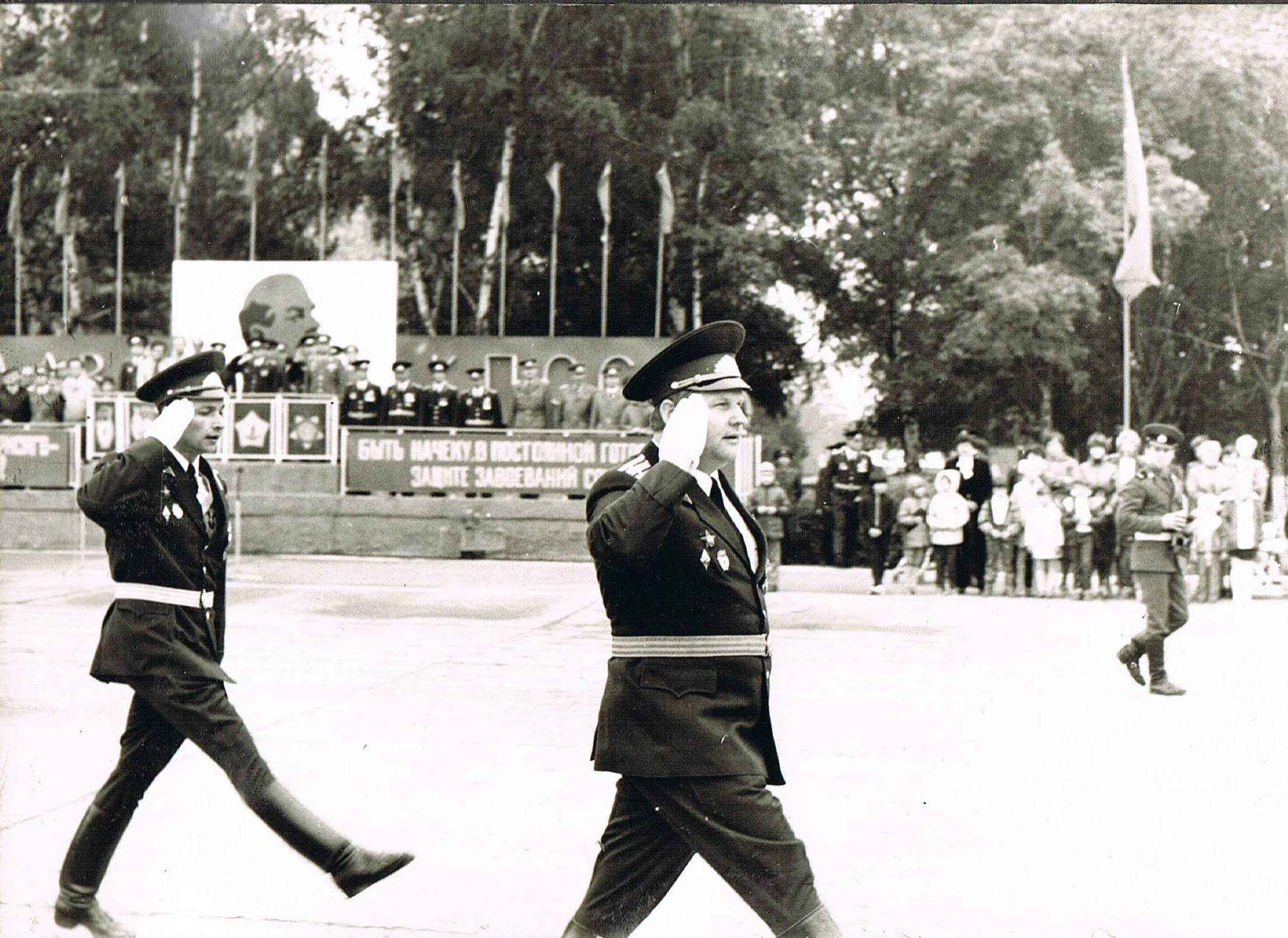
Плац 6 гв.мсд, обход парадного строя, командир дивизии А. Дорофеев и начальник штаба В. Кулаков, Бернау, ГДР, ГСВГ ВС СССР, 1984 год.

Владимир Фёдорович Кулаков (2 ноября 1948, Белая Церковь, Киевская область — 1 августа 2014, Алушта, Крым) — советский, российский военачальник, генерал-полковник в отставке. Член Совета Федерации России от исполнительного органа государственной власти Магаданской области (2000—2014). Доктор военных наук.
Член партии «Единая Россия».

## Биография
Родился 2 ноября 1948 года в городе Белая Церковь, УССР.
В 1970 году окончил Ленинградское высшее общевойсковое командное училище, в 1976 году — Военную академию имени М. В. Фрунзе, в 1992 году — Военную академию Генштаба ВС, в 1999 году — Российскую академию государственной службы при Президенте России. Доктор военных наук.
Погиб в Крыму 1 августа 2014 года при наезде катера. Похоронен 5 августа на Федеральном военно-мемориальном кладбище в Мытищах.

### Военная служба
- После Ленинградского ВОКУ, в 1970—1973 годы, лейтенант, старший лейтенант Кулаков проходил службу на командных должностях командира взвода, роты и батальона.
- 1976—1983 годы был начальником штаба полка, командиром 16-го гвардейского мотострелкового Львовского ордена Ленина Краснознамённого орденов Суворова, Кутузова и Богдана Хмельницкого полка, Бад-Фрайенвальде, ГСВГ ВС СССР
- 1983—1985 годы, начальник штаба-первый заместитель командира 6-й гвардейской мотострелковой Львовской ордена Ленина Краснознамённой ордена Суворова дивизии Бернау ГСВГ
- командир дивизии, начальник учебного центра Ленинградского военного округа.
- с 1992 года — первый заместитель командующего 49-й армией Краснодар, СКВО
- — командир 42-го армейского корпуса Владикавказ в Северо-Кавказском военном округе
- командующий объединенной группировкой в зоне осетино-ингушского конфликта.
- В 1994 года — начальник Управления службы войск и воинской дисциплины.
- В 1995 года — начальник Управления службы войск и безопасности военной службы Генерального штаба Вооруженных Сил России.
- В 1997—2000 годы — начальник Главного управления воспитательной работы (ГУВР) Министерства обороны России.

### В запасе и отставке
- в 1999 году — член Комиссии при Президенте России по противодействию экстремизму.
- март — ноябрь 2000 года — первый заместитель полномочного представителя Правительства России в Чеченской Республике.
- 25 ноября 2000 года назначен членом СФ от администрации Магаданской области.
- в апреле 2002 года — член Комиссии СФ по естественным монополиям.
- член Комиссии Совета Федерации по Регламенту и организации парламентской деятельности и Комитета Совета Федерации по делам Севера и малочисленных народов.
- действительный член Академии военных наук.

## Знаки отличия
- Орден «За заслуги перед Отечеством» IV степени (2010 год)
- Орден «За военные заслуги» (1995 год)
- Орден Красной Звезды (1982 год)
- Орден «За личное мужество» (1994 год)
- Орден Почёта (2000 год)
- Орден «За службу Родине в Вооружённых Силах СССР» 3 степени (1990 год)
- Медаль «За укрепление боевого содружества»
- Юбилейная медаль «Двадцать лет Победы в Великой Отечественной войне 1941—1945 гг.»
- Медаль «Ветеран Вооружённых Сил СССР»
- Юбилейная медаль «50 лет Вооружённых Сил СССР»
- Юбилейная медаль «60 лет Вооружённых Сил СССР»[2]
- Юбилейная медаль «70 лет Вооружённых Сил СССР»[3]
- Медаль «За безупречную службу» I степени
- Медаль «За безупречную службу» II степени
- Медаль «За безупречную службу» III степени и другие
- Знак ЦК ВЛКСМ «За воинскую доблесть»
- Иностранные награды.

## Семья
- Был женат, имел сына.